# Monteagudo del Castillo
Monteagudo del Castillo (aragónul Mont Agut) település Spanyolországban, Teruel tartományban. Monteagudo del Castillo Alcalá de la Selva, Allepuz, Cedrillas, El Pobo és Gúdar községekkel határos. Lakosainak száma 43 fő (2024).

## Népesség
A település népessége az utóbbi években az alábbiak szerint változott:
| Lakosok száma | 63   | 68   | 74   | 80   | 67   | 55   | 51   | 54   | 43   | 43   |
|               | 2001 | 2004 | 2007 | 2009 | 2012 | 2014 | 2017 | 2019 | 2022 | 2024 |